# Călin Turcu
Călin N. Turcu (n. 25 septembrie 1942, Ploiești – d. 7 ianuarie 2006, Vălenii de Munte) a fost un cercetător român și investigator de teren al fenomenului OZN, fondator al grupului RUFOR (Romanian UFO Researchers). Ca preocupări colaterale a abordat dacismul, paleoastronautica, megalitologia, medicina naturistă și parapsihologia. A publicat numeroase articole în țară și străinătate și a susținut prelegeri pe teme din domeniile enumerate.
Inspirat de lucrarea lui Erich von Daniken, Amintiri despre viitor, dar și de „aterizarea OZN” de la Valea Plopului din septembrie 1972, a făcut investigații pe întreg teritoriul României despre fenomenul OZN, strângând mii de declarații la prima mână.
În anul 1977 a înființat grupul RUFOR la Vălenii de Munte, iar între 1979-1986 a publicat împreună cu acest grup un buletin intern cu același nume, din care au apărut 27 de numere.
A intenționat să înființeze, încă din anii 1990, o „Bibliotecă ufologică internațională” (BUFOR-I), publică, la Vălenii de Munte. În acest scop a cumulat, prin contribuție proprie și donații, cca. 1000 de volume, în 15 limbi diferite. În 2017, o parte din arhiva documentară și fondul de carte au fost preluate, în custodie, de ASFAN.

## Cărți publicate
- Cazuri OZN în România. S-a întâmplat mâine!, Editura Sincron, Cluj-Napoca, 1992, ISBN 973-95233-8-2
- OZN - Istorie stranie și adevărată, Editura Elit-Comentator, Ploiești, 1992, ISBN 973-9100-17-1
- Strict secret. Raportul UMMO, ediția I, Editura Elit-Comentator, Ploiești, 1993, ISBN 973-9100-36-8
- OZN Strict secret: Afacerea UMMO, ediția a II-a, Editura Emanuel, București, 1994
- Enciclopedia observațiilor OZN din România (1517-1994), ediția I, Editura Emanuel, București, 1994, ISBN 973-96479-2-8
- Dosar OZN România, Editura Aldo Press, București, 1996, ISBN 973-97298-6-X
- OZN - Ultima oră, Editura Z, București, 1996, ISBN 973-9127-80-X
- OZN - Cenzura cosmică, Editura Domino, Târgoviște, 1996, ISBN 973-97873-0-9
- OZN - Maxim interes, Editura Domino, Târgoviște, 1997, ISBN 973-98078-5-2
- Paradoxul secretomaniei, Editura Lucman, București, 1998, ISBN 973-98435-2-2
- Vizitatori din imposibil, Editura Lucman, București, 1999, ISBN 973-9439-18-7
- Între firesc și imposibil, Editura Lucman, București, 2001, ISBN 973-9439-79-9
- Marile evenimente OZN din România, Editura Lucman, București, 2002, ISBN 973-8372-76-3
- Extratereștrii în România, vol. I, Editura Obiectiv, Craiova, mai 2005, ISBN 973-7974-18-2
- Extratereștrii în România, vol. II, Editura Obiectiv, Craiova, noiembrie 2005, ISBN 973-7974-23-9
- «S-a întâmplat mâine». Jurnalul unei cărți, Editura C.I.D., București, 2019, ISBN 978-606-94516-9-4
- Repertoriul OZN din România. O abordare sistematică, ediția a II-a, Editura C.I.D., București, 2020, ISBN 978-606-94822-8-5
- Sculpturile megalitice din România, Editura C.I.D., București, 2020, ISBN 978-606-94822-2-3
- Călin N. Turcu. Dosarul OZN din România. O abordare sistematică, ediția a II-a republicată cu prefață de Emil Străinu, Editura Prestige, București, 2021, ISBN 978-606-9609-08-8